# William Thompson (Boxer)

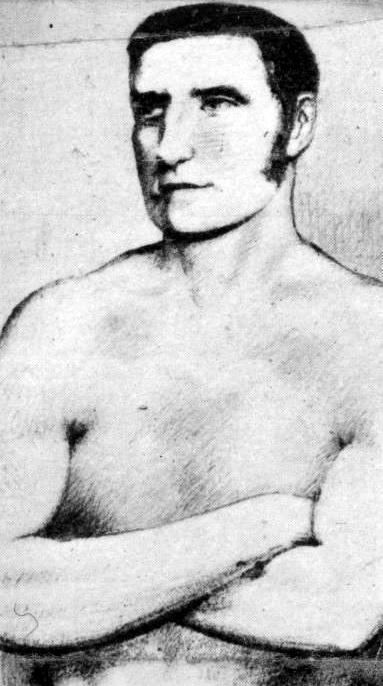
William Thompson

William Abednego Thompson (* 11. Oktober 1811 in Nottingham; † 23. August 1880 in Beeston) war ein britischer „Bare-knuckle“-Boxer.
Thompson entstammte einer verarmten Familie mit 21 Kindern aus den Slums von Nottingham. Bereits im Alter von 18 Jahren kämpfte Thompson unter dem Spitznamen „Bendigo“ für Geld. Trotz seiner relativ geringen Größe von 1,75 m war er seinen Gegnern meist durch Schnelligkeit, Beweglichkeit und Schlagkraft überlegen.
Durch seine unterhaltsamen Kämpfe, in denen er häufig seine Gegner durch beleidigende Reime und Grimassenschneiden abzulenken versuchte, wurde er zum Publikumsliebling. Bis zu 15000 Zuschauer wollten seine Kämpfe sehen.

## Laufbahn
Seine bekanntesten Kämpfe sind die gegen seinen Lokalrivalen Ben Caunt. 1835 trafen sie zum ersten Mal aufeinander. Zu diesem Zeitpunkt gab es noch keine festgelegte Rundenlänge, eine Runde wurde erst durch einen Niederschlag beendet. Der Kampf dauerte 22 Runden und wurde von Thompson gewonnen, weil Caunt sich nach den ständigen Provokationen Thompsons zu einem regelwidrigen Schlag gegen den knienden Thompson hinreißen ließ und daraufhin disqualifiziert wurde.
In den nächsten zwei Jahren kämpfte Thompson drei Mal: Er gewann nach 52 Runden gegen Bill Brassey, nach 32 Runden gegen Charles Langan und nach 99 Runden gegen William Looney.
1838 kam es zum Rückkampf mit Caunt. Thompson hatte sich lange und intensiv auf diesen Kampf vorbereitet, Caunt kam jedoch in schlechter Verfassung in den Ring. Dementsprechend dominierte Thompson zu Beginn den Kampf. In der fünften Runde konnte Caunt ihn jedoch an den Ringseilen stellen und erwürgte ihn fast. Thompson konnte sich befreien und revanchierte sich mit Körpertreffern und weiteren Beleidigungen. Nachdem Caunt ihn in der dreizehnten Runde erneut zu erwürgen drohte, wurde der Ring von Thompsons Anhängern gestürmt und der Kampf unterbrochen. Nach Wiederherstellung der Ordnung wurde der Kampf schließlich wenig später fortgesetzt. Eine Beschwerde Caunts über die irregulären Fußtritte Thompsons in der fünfzigsten Runde wurde vom Ringrichter nicht anerkannt. Der Kampf endete letztlich in der 75. Runde als Thompson disqualifiziert wurde, nachdem er ohne getroffen worden zu sein zu Boden fiel, eine den Regeln nach regelwidrige Taktik. Thompson behauptete nach dem Kampf, dass er nur ausgerutscht wäre.
Im Jahr 1839 kämpfte er gegen James Burke um die englische Schwergewichtsmeisterschaft. Thompson dominierte Burke und gewann den Titel, nachdem dieser in der zehnten Runde nach einem absichtlichen Kopfstoß disqualifiziert wurde. Beim Feiern des Erfolges verletzte er sich jedoch bei einem Salto das Knie und blieb für die nächsten zwei Jahre inaktiv.
Nach seiner Rückkehr in den Ring besiegte er neunzehn Gegner in Folge und traf 1845 zum dritten und letzten Mal auf Caunt. Der wiederum von beiden Seiten äußerst unfair geführte Kampf dauerte mehr als zwei Stunden. Wieder beendete eine  Disqualifikation die Auseinandersetzung: Diesmal war es allerdings der erschöpfte Caunt, der zu Boden ging ohne getroffen worden zu sein.
Anschließend trat Thompson vom professionellen Boxen zurück. 1850 akzeptiere er, mittlerweile 39-jährig, jedoch noch einmal die Herausforderung des deutlich jüngeren Tom Paddock. Thompson war im Kampfverlauf klar unterlegen und ging schnell zu Boden. Nach einem weiteren Niederschlag in der 49. Runde trat der wütende Paddock auf ihn ein und wurde vom Ringrichter disqualifiziert. Anschließend beendete Thompson endgültig seine Karriere, ohne jedoch seinen Titel im Ring verloren zu haben.

## Nach der Karriere
Nach seinem Rücktritt war er zeitweise als Boxtrainer an der Universität Oxford tätig und bekam Alkoholprobleme. Nach einem Aufenthalt in einer Entzugsklinik wurde er Prediger. 1880 verstarb er im Alter von 69 Jahren, nachdem er sich bei einem Treppensturz die Rippen brach und dadurch die Lunge tödlich verletzte.
1991 fand Thompson Aufnahme in die International Boxing Hall of Fame.

## Sonstiges
Zu seinen Anhängern gehörte auch der Autor Arthur Conan Doyle, er schrieb ihm zu Ehren ein Gedicht mit dem Titel: "Bendigo's Sermon". Außerdem ist die australische Stadt Bendigo in Victoria nach ihm benannt.